# Креонт
Креонт (грч. Κρέων, што значи „владар“) је у грчкој митологији било име више личности.

## Митологија
1. Креонт (Менекејев син), краљ Тебе.
2. Био је Ликетов син, краљ Коринта. Срдачно је примио Јасона и Медеју, који су побегли из Јолка. Међутим, успео је да приволи Јасона да напусти Медеју и ожени се његовом кћерком Глауком или Креусом. Срдита Медеја је поклонила својој супарници хаљину и венац, али када је ова обукла хаљину и ставила венац на главу, из њих је покуљала ватра. Отац је пробао да је спаси, али је изгорео заједно са њом. Према другом предању, Медеја је подметнула пожар у Креонтовом двору у коме су обоје изгорели.[1] Креонт се помиње и као старатељ Алкмеонове деце, Амфилоха и Тисифоне. Међутим, када је Тисифона одрасла, Креонтова супруга, љубоморна на девојчину лепоту, продала ју је као робињу.[2]
3. Према Аполодору, био је син Херакла и једне од Теспијевих кћерки.[3]